# Đuro Pucar

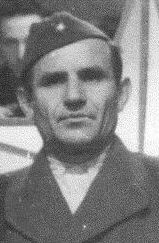
Đuro „Stari“ Pucarl, vor 1944

Đuro (Đurađ) „Stari“ Pucar (* 13. Dezember 1899 in Kesići, Bosansko Grahovo, Österreich-Ungarn, heute: Bosnien und Herzegowina; † 12. April 1979 in Belgrad) war ein jugoslawischer Partisan, Generaloberst der Volksbefreiungsarmee (NOV) und Politiker des Bundes der Kommunisten Jugoslawiens (BdKJ).

## Leben

### Beginn des politischen Engagements und Partisanenkrieg
Đuro Pucar, der zur Volksgruppe der Serben gehörte, arbeitete nach dem Schulbesuch als Hufschmied in Pécs im ungarischen Komitat Baranya und trat 1920 der Union der kommunistischen Jugend Jugoslawiens sowie 1922 der Kommunistischen Partei Jugoslawiens (KPJ) als Mitglied bei. In der Folgezeit engagierte er sich insbesondere in der Gewerkschaftsarbeit in Subotica und wurde wegen seiner Aktivitäten 1929 zu einer zehnjährigen Haftstrafe verurteilt, die er im kroatischen Gefängnis Lepoglava sowie im serbischen Gefangenenlager Sremska Mitrovica verbüßte. Nach seiner Haftentlassung lebte er illegal in Sarajewo und setzte dort seine Tätigkeiten in der kommunistischen Arbeiterbewegung fort. Im November 1940 nahm er an der Nationalkonferenz der KPJ in Zagreb teil und schloss sich nach der Besetzung Jugoslawiens durch die deutsche Wehrmacht im April 1941 der Partisanenbewegung von Josip Broz Tito an. Er nahm an Kampfeinsätzen im heutigen Bosnien und Herzegowina teil und organisierte von Banja Luka aus Aktionen in der Region Bosanska Krajina, wo er auch Sekretär des Regionalkomitees der KPJ war. Er nahm als Generaloberst der Volksbefreiungsarmee (NOV) an der Kozara Offensive genannten Operationen in Westbosnien (Juni bis August 1942) sowie an der Schlacht um Grmeč teil.
Im März 1943 wurde Pucar, der auch den Beinamen „Stari“ („der Alte“) trug, Sekretär des Zentralkomitees der Kommunistischen Partei von Bosnien und Herzegowina, aus der 1952 der Bund der Kommunisten von Bosnien und Herzegowina hervorging, und bekleidete diese Funktion als bosnischer Parteiführer bis zu seiner Ablösung durch Cvijetin Mijatović im Dezember 1965. Er engagierte sich zudem als Vizepräsident des Antifaschistischen Rates für die Nationale Befreiung Bosnien-Herzegowinas (ZAVNOBiH) und Mitglied des Präsidiums des Antifaschistischen Rates der Nationalen Befreiung Jugoslawiens (AVNOJ).

### Funktionen und Ämter im Demokratischen Föderativen Jugoslawien
Nach der Gründung des Demokratischen Föderativen Jugoslawiens am 7. März 1945 löste er im November 1946 Vojislav Kecmanović als Präsident des Präsidiums der Volksversammlung von Bosnien und Herzegowina ab und bekleidete diese Funktion als Staatspräsident der Volksrepublik Bosnien und Herzegowina bis zu seiner Ablösung durch Vlado Šegrt im September 1948. Er war zugleich zwischen 1946 und 1953 Stellvertretender Vorsitzender des Präsidiums der Volksversammlung des Demokratischen Föderativen Jugoslawiens und damit einer der Vizepräsidenten Jugoslawiens. In der Funktion als Staatspräsident von Bosnien und Herzegowina handelte er 1947 zusammen mit dem Montenegriner Blažo Janković die Grenze zwischen Bosnien und Herzegowina und Montenegro sowie die Grenze zwischen Kroatien und Montenegro aus. Dabei tauschte die damalige Teilrepublik Bosnien und Herzegowina einen kurzen Küstenstreifen bei Sutorina in der Bucht von Kotor mit der benachbarten Teilrepublik Montenegro gegen ein Gebiet in den Bergen aus. Dadurch wurde Neum zum einzigen bosnisch-herzegowinischen Zugang zum Meer. Auf dem V Parteikongress (21.–28. Juli 1948) wurde er Kandidat des Politbüros des ZK des KPJ.

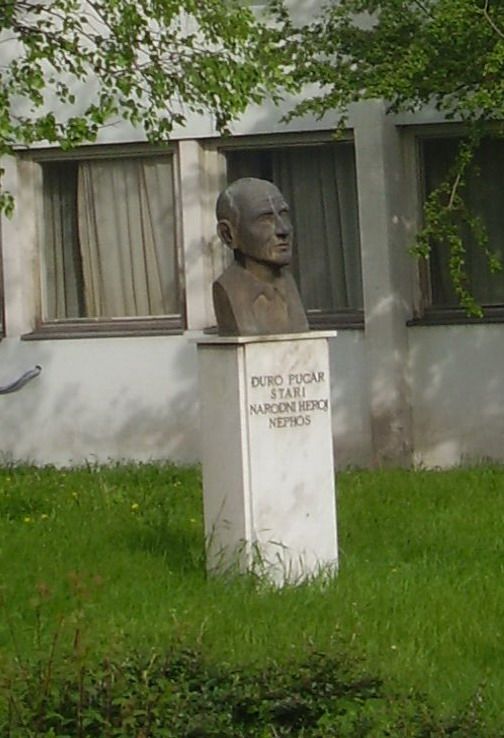
Büste von Đuro „Stari“ Pucar in Subotica

Im September 1948 übernahm Pucar als Nachfolger von Rodoljub Čolaković den Posten als Ministerpräsident von Bosnien und Herzegowina und bekleidete diese Funktion als Premierminister seit März 1953 mit dem Titel Präsident des Exekutivrates bis zu seiner Ablösung durch Avdo Humo im Dezember 1953. Die heutige Stadt Novi Travnik wurde ihm zu Ehren 1949 als Pucarevo gegründet. Auf dem VI. Parteikongress (2.–7. November 1952) des aus der Kommunistischen Partei Jugoslawiens hervorgegangenen Bundes der Kommunisten Jugoslawiens (BdKJ) wurde er zum Mitglied des Exekutivkomitees des ZK gewählt und auf dem VII. Parteikongress (22.–26. April 1958) in dieser Funktion wiedergewählt. Im Dezember 1953 wurde er mit dem Titel Präsident der Volksversammlung erneut Staatspräsident der Volksrepublik Bosnien und Herzegowina und verblieb in dieser Funktion bis zu seiner Ablösung durch Ratomir Dugonjić im Juni 1963. Nach dem Rücktritt des Serben Đuro Pucar als Parteivorsitzender und Staatspräsident kam Belgrad den muslimischen Bosniaken und den anderen nicht-serbischen Volksgruppen im Hinblick auf ihre Autonomiebedürfnisse entgegen. Für die Bestrebungen zur Anerkennung der Muslime als eigenständiger Ethnie waren zwei weitere Faktoren entscheidend: das Bestreben, die Identitäten der Teilstaaten gegenüber einem „integralen Jugoslawismus“ zu stärken, und der Aufstieg einer kleinen Elite muslimischer Kommunisten innerhalb der Partei. Ein wichtiger Befürworter dieser neuen Nationalitätenpolitik, die jedoch nicht intendierte, Bosnien-Herzegowina zu einer rein islamischen Republik zu machen, sondern ein säkularisiertes Verständnis von Nation entwickelte, war Džemal Bijedić. 
Nach seinem Ausscheiden aus den Funktionen als Parteisekretär und Staatspräsident löste Pucar 1963 Aleksandar Ranković als Präsident der Föderation der Veteranenorganisationen der Volksbefreiungskriege von Jugoslawien SUBNOR (Savez udruženja boraca narodnooslobodilačkog rata Jugoslavije) ab und verblieb in dieser Funktion bis 1969, woraufhin Čedo Kapor seine Nachfolge antrat. Auf dem VIII. Parteikongress (Dezember 1964) wurde er erneut zum Mitglied des Exekutivkomitees des BdKJ gewählt und auf dem Plenum des ZK am 4. Oktober 1966 zum Mitglied des nunmehr 35-köpfigen Präsidiums des BdKJ gewählt. Für seine Verdienste wurde Pucar mit dem Orden des Volkshelden, dem Orden Held der sozialistischen Arbeit (1955, posthum 1979) und dem Orden vom jugoslawischen Stern ausgezeichnet. Er starb im Krankenhaus der Militärmedizinischen Akademie in Belgrad und wurde auf dem Friedhof Novo groblje in Sarajevo beigesetzt. Ihm zu Ehren wurde die Universität Djuro Pucar-Stari in Banja Luka benannt.

## Veröffentlichungen
- Politički izvještaj pokrajinskog komiteta KPJ za Bosnu i Hercegovinu: referat održan na osnivačkom kongresu Komunističke partije Bosne i Hercegovine, 1948
- Sjećanja, 1980